# Muzzi Loffredo
Muzzi Loffredo (eigentlich Emma Loffredo, * 5. Februar 1941 in Palermo; † 9. September 2017 in Rom) war eine italienische Sängerin, Musikerin, Schauspielerin und Regisseurin.

## Leben
Loffredo war in vielen künstlerischen Bereichen aktiv. Mitte der 1970er Jahre trat sie hauptsächlich als Musikerin und Sängerin in Erscheinung, die Lieder ihrer Heimat auch im Disco- und Folk-Stil aufnahm, aber auch mit Progressive-Rock-Gruppen wie Pierrot Lunaire zusammenarbeitete. Später war sie gelegentlich als Schauspielerin zu sehen. 1986 schrieb sie den Soundtrack zu Werner Mastens Die Welsche.
1983 drehte Loffredo als Regisseurin, Drehbuchautorin, Kostümbildnerin und mit eigenem Soundtrack den Film Occhio nero, occhio biondo, occhio felina.

## Arbeiten (Auswahl)

### LP
- 1976: Tu ti nni futti! (ZSLT 70031)

### Filmografie (Auswahl)
- 1979: Christus kam nur bis Eboli (Cristo si è fermato a Eboli) (Darstellerin)
- 1982: Die Kartause von Parma (La Certosa Di Parma, Miniserie, 3 Folgen) (Darstellerin)
- 1983: Occhio nero, occhio biondo, occhio felina (Regie)
- 2002: Lampedusa (Darstellerin)